# مکاتبات اداری
مکاتبات اداری به معنای تبادل اطلاعات در قالب نوشتاری در امور و فعالیت‌های کاری است. مکاتبات اداری می‌تواند بین سازمان‌ها، درون سازمان‌ها یا بین افراد و سازمان صورت گیرد. «مکاتبات» به ارتباطات کتبی اشاره دارد.

## روش‌ها

### نامه‌های اداری
نامه‌های اداری رسمی‌ترین روش ارتباطی با فرمت‌های خاص هستند. آن‌ها خطاب به یک شخص یا سازمان خاص هستند. انواع مختلف نامه‌های اداری مورد استفاده بر اساس زمینه آن‌ها به شرح زیر است:
1. نامه‌های استعلام
2. نامه‌های ادعائی / شکایات
3. نامه‌های درخواست
4. نامه‌های نصب / عزل
5. توصیه نامه‌ها
6. قول‌نامه‌ها

نامه‌های اداری ممکن است دست‌نویس یا چاپ شده باشند. مدرن سازی منجر به استفاده از ابزارهای جدید در مکاتبات اداری مانند ایمیل و فکس شده‌است.

### پست الکترونیک
ایمیل جدیدترین روش رسمی ارتباط کاری است و پرکاربردترین روش ارتباط نوشتاری است. زمانی استفاده می‌شود که نیاز به برقراری ارتباط با مخاطبان زیادی در یک سازمان باشد.

### یادداشت
یادداشت سندی است که برای مکاتبات درونی در یک سازمان استفاده می‌شود. ممکن است یادداشت‌هایی توسط مدیریت تنظیم شود و خطاب به سایر کارکنان باشد و ارسال شود.

## اهمیت ارتباطات نوشتاری
- حفظ یک رابطه مناسب
- استفاده به عنوان مدرک یا سابقه تاریخی یک امر کاری
- ایجاد و حفظ حسن نیت
- ارزانی و سادگی
- رسمی بودن
- مستقل از مهارت‌های بین فردی

## کاربردها

### در امور تجاری
مکاتبات تجاری، مکاتباتی هستند که در روابط و تعاملات تجاری سازمان‌ها و بنگاه‌ها بکار می‌روند. در یک تعامل تجاری، مکاتبه یکی از اجزاء مهم تلقی می‌شود که طی آن طرفین تجارت اقدام به رد و بدل کردن اطلاعات و نظرات خود می‌نمایند.
یک مکاتبه تجاری می‌تواند صورت‌های مختلفی از قبیل مکاتبات غیررسمی یا رسمی، ایمیل، صورتجلسات نشست‌های تخصصی، قراردادها، تفاهمنامه‌ها و … بخود گیرد.
بدیهی است که انجام یک مکاتبه تجاری خوب نیز منوط به احاطه کافی بر موارد اطلاعاتی متعددی همچون حقوق بازرگانی، اصول و مفاهیم اقتصادی، مسائل اجتماعی و فرهنگی، ابعاد فنی، ادبیات اقتصادی، تسلط به زبان خارجی و … می‌گردد.